# Humberto Clayber
Humberto Clayber de Souza, né en 1937 à São Paulo, est un compositeur et musicien brésilien. Il est considéré comme l'un des meilleurs bassistes de Bossa Nova des années 1960.
Il a joué avec de nombreux artistes tout au long de sa carrière, tels que César Camargo Mariano, Airto Moreira, Hermeto Pascoal et Manfredo Fest.

## Biographie
Humberto Clayber commence sa carrière musicale à l'âge de 8 ans. A cette époque, il joue pour le groupe Radio Cultura et participe ainsi à ses premiers spectacles. En 1956, il joue pour Hering Harmonicas. Avec Zezinho Lima et Raymundo Paiva, il se produit à São Paulo et dans d'autres villes proches. Il vulgarise l'harmonica au Brésil, notamment à São Paulo.
Dans les années 1960, il rejoint des groupes de samba-jazz. En 1963, il joue avec le trio de Manfredo Fest comme bassiste, et enregistre le premier album du pianiste Bossa Nova, Nova Bossa. Un an plus tard, il rejoint le Sambalanço Trio (en), avec Cesar Camargo Mariano et Airto Moreira. Avec ce groupe, il enregistre cinq albums. Cependant, en 1965, le Sambalanço Trio se dissout. Ainsi, avec Moreira et Hermeto Pascoal, il forme le Sambrasa Trio (en). Ces groupes sont alors considérés comme parmi les plus importants de cette période.
Il joue également dans Sambossa 5, à la fin des années 1960, et dans le Jongo Trio (avec Paulo Roberto et Toninho), au début des années 1970.
Dans les années 1970, Clayber arrête de jouer de la basse et décide de jouer uniquement de l'harmonica. Quelques années plus tard, il est considéré comme l'un des meilleurs harmonicistes du monde, recevant un diplôme de la Fábrica de Gaitas Hohner, en 1979. Il peut jouer environ 40 types d'harmonica différents et en jouer six simultanément.
Il enseigne à jouer de l'harmonica, selon sa propre méthode et compose encore de nombreuses chansons sur plusieurs rythmes : bossa nova, jazz, blues, tango, valse.

## Discographie

### Commesideman
- 1963 : Bossa Nova, Nova Bossa, Manfredo Fest[5]
- 1966 : Octeto de Cesar Camargo Mariano, Cesar Camargo Mariano[6]

### Avec Sambalanço Trio
- 1964 : Sambalanço Trio (Audio Fidelity)
- 1964 : Samblues (Som Maior/RGE)
- 1965 : À vontade mesmo (RCA Victor), avec Raul de Souza
- 1965 : Reencontro com Sambalanço Trio (en) (Som Maior/RGE)
- 1965 : Lennie Dale & Sambalanço Trio no Zum Zum (Elenco), avec Lennie Dale

### Avec Sambrasa Trio
- 1965 : Em Som Maior (en) (Som Maior/RGE)[7]

### En solo
- 1980 : Sob medida
- 1997 : Nos caminhos da bossa, aussi connu comme Uma gaita na bossa (en)
- 1998 : A harmônica brasileira na música de Chico Buarque